# Список об'єктів Світової спадщини ЮНЕСКО в Албанії
Список об'єктів Світової спадщини ЮНЕСКО в Албанії станом на 2023 рік налічує 4 об'єкти, що становить близько 0,3 % загальної кількості об'єктів Світової спадщини ЮНЕСКО у світі (1157 станом на 2023 рік).
Албанія ратифікувала Конвенцію ЮНЕСКО про охорону всесвітньої культурної й природної спадщини 10 липня 1989 року, а албанські пам'ятки входили до переліку об'єктів Світової спадщини у 1992, 2005, 2017 та 2019 роках. Крім того, список зазнавав незначних змін у 1999, 2007, 2008 та 2021 роках.

## Пояснення до списку
У таблицях нижче об'єкти розташовані у хронологічному порядку їх додавання до списку Світової спадщини ЮНЕСКО.
Кольорами у списку позначено:

## Список
У цій таблиці об'єкти розташовані в порядку їх додавання до списку Світової спадщини ЮНЕСКО.
| № | Зображення | Назва | Місцеположення | Час створення                 | Час внесення до списку                                                                                      | №    | Критерії        |
| - | ---------- | --- | --- | ----------------------------- | --- | ---- | --------------- |
| 1 |            | Природна та культурна спадщина Охридського регіону (англ. Natural and Cultural Heritage of the Ohrid region)                                                     | Албанія (спільно з Північною Македонією ) община Охрид | VII століття — XIX століття   | 1979 (розширено у 1980 та 2019 роках) (незначні зміни у 2009 році)                                          | 99   | i, iii, iv, vii |
| 2 |            | Бутринті (англ. Butrint) | Албанія округ Саранда, область Вльора | VIII століття до н. е.        | 1992 (розширено в 1999 році) (незначні зміни у 2007 році) (з 1997 року по 2005 рік знаходився під загрозою) | 570  | iii             |
| 3 |            | Історичні центри Берата і Гірокастри (англ. Historic Centres of Berat and Gjirokastra) * Місто-музей Гірокастра * Історичний центр Берата                        | Албанія | XIII століття — XVII століття | 2005 (розширено у 2008 році)                                                                                | 569  | iii, iv         |
| 4 |            | Букові праліси Карпат та інших регіонів Європи (англ. Ancient and Primeval Beech Forests of the Carpathians and Other Regions of Europe) * Люмі та Гаші * Ррайца | Албанія (спільно з Австрією , Бельгією , Болгарією , Боснією і Герцеговиною , Іспанією , Італією , Німеччиною , Північною Македонією , Польщею , Румунією , Словаччиною , Словенією , Україною , Францією , Хорватією , Чехією , Швейцарією ) | —                             | 2007 (розширено у 2011, 2017 та 2021 роках)                                                                 | 1133 | ix              |

## Розташування об'єктів
| Бутринті Берат Гірокастра Лумі й Гашит Ррайце Охридське озероclass=notpageimage\| Об'єкти Світової спадщини на мапі Албанії |

## Нематеріальні об'єкти
| № | Зображення | Назва                                               | Час внесення до списку | №    |
| - | ---------- | --------------------------------------------------- | ---------------------- | ---- |
| 1 |            | Албанський народний ізополіфонічний спів            | 2008                   | 155  |
| 2 |            | Джублета, уміння, майстерність і форми використання | 2022                   | 1880 |

## Попередній список
Попередній список — це перелік важливих культурних і природних об'єктів, що пропонуються включити до Списку всесвітньої спадщини. Станом на 2023 рік запропоновано внести до переліку об'єктів Світової спадщини ЮНЕСКО ще 4 об'єкти. Їхній повний перелік наведено у таблиці нижче:
| № | Зображення | Назва                                                               | Розташування                     | Час створення       | Рік внесення до списку | №    | Критерії   |
| - | ---------- | ------------------------------------------------------------------- | -------------------------------- | ------------------- | ---------------------- | ---- | ---------- |
| 1 |            | Царські гробниці в Селце-e-Поштме (алб. Varret e Selcës së Poshtme) | Область: Корча Округ: Поградец   | IV—III ст. до н. е. | 1996                   | 909  | iii        |
| 2 |            | Амфітеатр у Дурресі (алб. Amfiteatri i Durrësit)                    | Область: Дуррес Місто: Дуррес    | I століття          | 1996                   | 910  | iv         |
| 3 |            | Стародавнє місто Аполлонія (алб. Apolonia)                          | Область: Фієрі Округ: Фієрі      | VI ст. до н. е.     | 2014                   | 5885 | ii, iii, x |
| 4 |            | Фортеця Баштове (алб. Kalaja e Bashtovës)                           | Область: Тирана Округ: Ррогожине | VI—XV ст.           | 2017                   | 6259 | iv         |